# Tapiraí (Minas Gerais)
Pour les articles homonymes, voir Tapiraí.
Tapiraí est une municipalité brésilienne de l'État du Minas Gerais et la microrégion de Piumhi.